# Sphagnum dominii
Sphagnum dominii är en bladmossart som beskrevs av Kavina 1916. Sphagnum dominii ingår i släktet vitmossor, och familjen Sphagnaceae. Inga underarter finns listade i Catalogue of Life.